# اللغة الأوكرانية
اللغة الأوكرانية (украї́нська мо́ва)، هي لغة من فرع اللغات السلافية الشرقية. وهي اللغة الرسمية في أوكرانيا. وتكتب هذه اللغة بالأبجدية الأوكرانية وهي أبجدية مشتقة من الأبجدية السريلية.
يعود أصل اللغة الأوكرانية إلى اللغة السلافية الشرقية القديمة التي كانت لغة رسمية في دولة «كييف روس» (880-1240) (Київська Русь) التي كانت قائمة على الأراضي الأوكرانية بين القرنين العاشر والثالث عشر الميلادي.
اللغة الأوكرانية القديمة التي تطورت من اللغة السلافية الشرقية كانت تعرف باسم اللغة الروثينية (Староукраїнська мова). وتعد الأوكرانية سليل مباشر من اللغة العامية المستخدمة في كييف روس. كما أن هناك 200 كلمة في اللغة الأوكرانية مقتبسة من اللغة العربية 
ونحو 80 مصطلحاً إسلامياً شهيراً وقام بهذه الدراسة. د قاسم امين الباحث في تاريخ شبه جزيرة القرم والمنطقة، وكانت اللغة الأوكرانية أو الأوكرائينية هي اللغة الشائعة لسكان روسية الصغرى (روسية البيضاء وأوكرانية)، وكانت تُسمّى اللغة الروسية القديمة لأن الأوكرائينية هي اللغة الروسية الأصلية.

## هيكلية اللغة

### القواعد
الجملة في اللغة الأوكرانية تتبع نظام (S.V.O) أي فاعل - فعل - مفعول به. تماماً كاللغة الإنجليزية 

## عدد متكلمي الأوكرانية
إنّ عدد متكلمي الأوكرانية تقريبًا 51 مليون شخص، 90% منهم في أوكرانيا. و10% الآخرون في الشتات الأوكراني، الذي ينتشر على طول عدّة بلدان في كافة أنحاء العالم، مثل الأرجنتين، بيلوروسيا، البرازيل، كندا، هنغاريا، لاتفيا، بولندا، رومانيا، روسيا والولايات المتحدة.
من وجهة نظر هيكلية، تشبه اللغة الأوكرانية الروسية في الغالب أكثر من كلّ اللغات السلافية الأخرى. ويُعزى هذا إلى التأثير الروسي على أوكرانيا بالإضافة إلى التأثير الثابت للتجارة والهجرة الروسية إلى المنطقة.